# Arbres à L'Estaque (Dufy)
Pour les articles homonymes, voir Arbres à L'Estaque.
Arbres à L'Estaque est un tableau peint par Raoul Dufy en 1908. Cette huile sur toile cubiste représente des arbres à L'Estaque. Partie des collections du musée national d'Art moderne, à Paris, elle se trouve en dépôt au musée Cantini de Marseille depuis 1987.

## Expositions
- Le Cubisme, Centre national d'art et de culture Georges-Pompidou, Paris, 2018-2019.